# دشتي كلاتة الشرقي (أنزان الغربي)
دشتي کلاتة الشرقي (بالفارسية: دشتی‌کلاته شرقی) هي قرية تقع في إيران في قسم أنزان الغربي الريفي. يقدر عدد سكانها بـ 509 نسمة بحسب إحصاء 2016.